# Irina Molicheva
Irina Molicheva, née le 12 novembre 1988, est une coureuse cycliste russe spécialiste de la piste.

## Palmarès sur piste

### Championnats d'Europe
| Édition / Épreuve                | Poursuite par équipes                             |
| Saint-Pétersbourg 2010 (espoirs) | Bronze (avec Khabibulina et Lichmanova)           |
| Baie-Mahault 2014                | Argent (avec Balabolina, Goncharova et Romanyuta) |

## Palmarès sur route
- 2012
  - 3e étape du Tour d'Adygeya
  - 3e du Tour d'Adygeya
- 2014
  - 3e du championnat de Russie du contre-la-montre